# Colin Jackson
Colin Jackson, född 18 februari 1967 i Cardiff i Wales i Storbritannien, är en tidigare dubbel världsmästare, fyrfaldig europamästare och världsrekordhållare i häcklöpning.

## Bakgrund
Colin Jackson föddes i Wales huvudstad Cardiff den 18 februari 1967 och växte upp på Cromwell Road i stadsdelen Birchgrove. Under ungdomsåren utövade han friidrott, fotboll, rugby, cricket och basketboll. Jackson är av jamaicansk, taínosk och skotsk härstamning.
Jackson nådde stora framgångar redan som junior. År 1985 blev han silvermedaljör vid JEM i östtyska Cottbus bakom landsmannen Jon Ridgeon. Vid JVM året efter var rollerna ombytta; Jackson vann guld före Ridgeon som fick nöja sig med silver.

## Seniorkarriär

### Genombrott
Efter JVM-guldet nådde Jackson sin första framgång på seniornivå när han blev tvåa i Samväldesspelen 1986 bakom Mark McKoy. Året efter blev Jackson bronsmedaljör vid VM i Rom bakom Greg Foster och Ridgeon. OS-debuten i Seoul slutade med en silvermedalj bakom världsrekordinnehavaren Roger Kingdom.
Den första internationella titeln på 60 meter häck vann Jackson vid IEM 1987 och den första titeln på 110 meter häck kom vid Samväldesspelen 1990. Senare 1990 blev Jackson även europamästare utomhus för första gången, en bedrift han skulle upprepa fyra mästerskap i rad! Han vann EM-finalen i jugoslaviska Split i en rafflande duell med tre hundradelssekund före landsmannen Tony Jarrett.

### Bäst i världen
Efter ett misslyckad sjundeplats i OS 1992 kom Jackson bättre än någonsin till VM 1993 i Stuttgart. Amerikanen Greg Foster hade vunnit samtliga VM-guld på 110 meter häck 1983-1991 och hans landsman Kingdom var världsrekordinnehavare med 12,92. VM-finalen den 20 augusti blev dock en brittisk uppvisning då Jackson vann på världsrekordtiden 12,91 (+0,5 i vind) före Jarrett, som slog personligt rekord med 13,00. Jacksons världsrekord tangerades först elva år senare av kinesen Liu Xiang i Aten-OS och underskreds först den 11 juli 2006 när samme kines noterade 12,88. Tiden gäller alltjämt som europarekord och VM-rekord (efter VM i London 2017).
I den korta stafetten vid samma VM sprang Jackson startsträckan, Jarrett andrasträckan, 200 metersspecialisten John Regis tredjesträckan och nykorade världsmästaren på 100 meter Linford Christie slutsträckan för Storbritannien. Laget kom tvåa bakom Förenta staterna och noterade nytt europarekord med 37,77 (en tid som stod sig i sex år innan ett brittiskt lag med fyra andra löpare slog det).
Snabbheten fanns onekligen kvar under 1994. Den 6 mars noterade Jackson världsrekordet på 60 meter häck (inomhus) då han sprang på 7,30 i Sindelfingen i Baden-Württemberg (en tid som stod sig 27 år innan Grant Holloway slog det). Senare samma månad blev Jackson inomhuseuropamästare på såväl 60 meter slätt som 60 meter häck. Segertåget fortsatte under utomhussäsongen då Jackson vann både EM och Samväldesspelen. Jackson var obesegrad i 44 lopp, mellan 29 augusti 1993 och 9 februari 1995.

### Fortsatt världslöpare
På grund av skada missade Jackson Göteborgs-VM 1995, då amerikanen Allen Johnson tog över tronen som världens bäste häcklöpare. Till OS i Atlanta 1996 var Jackson tillbaka men där slutade han på fjärde plats, 0,02 sekunder från tysken Florian Schwarthoff på bronsplats. Johnson vann loppet i överlägsen stil. År 1997 vann Jackson två VM-silver: inomhus en hundradelssekund bakom kubanen Anier García och utomhus bakom Johnson.
Jackson försvarade sin europamästartitel i Budapest 1998 men väckte missnöje hemma i Wales när han valde bort Samväldesspelen i Malaysia senare samma sommar.
Efter tre silvermedaljer på 60 meter häck vann äntligen Jackson IVM-guld i Maebashi 1999.
Vid VM 1999 i Sevilla blev Jackson världsmästare på 110 meter häck för andra gången. Jackson vann finalen på 13,04, tre hundradelar före García. Efter ett par svagare säsonger vann Jackson sitt tredje EM-guld på 60 meter häck i Wien 2002 och sitt fjärde EM-guld i rad på 110 meter häck i München 2002. Att vinna en och samma gren fyra tävlingar i följd är Jackson ensam om i EM-sammanhang tillsammans med spjutkastaren Steve Backley. EM-guldet var den sista medalj Jackson vann för Storbritannien. Senare samma år vann han sin sista medalj, då ett silver för Wales på 110 meter häck vid Samväldesspelen.
Efter säsongen 2003 avslutade Jackson karriären. Genom hela karriären var han känd som en snabbstartare och för sin väl utvecklade häckteknik, där han vek överkroppen i nära 90 grader framåt vid häckpassager.

## Efter den aktiva karriären
Efter sin egen friidrottskarriär har Jackson varit tränare för Tim Benjamin, Rhys Williams samt för simmaren och näre vännen Mark Foster. Utöver det har Jackson skrivt tre böcker, varit programledare i BBC, deltagit i den brittiska versionen av Vem tror du att du är? med mera.

## Internationella seniormästerskap
| Mästerskap                  | Ort och land                       | Pl.                         | Res.                        | Gren                        | Anm.                        |
| Tävlande för Storbritannien | Tävlande för Storbritannien        | Tävlande för Storbritannien | Tävlande för Storbritannien | Tävlande för Storbritannien | Tävlande för Storbritannien |
| --------------------------- | ---------------------------------- | --------------------------- | --------------------------- | --------------------------- | --------------------------- |
| IEM 19871                   | Liévin, Frankrike                  | 2                           | 7,63                        | 60 m häck                   |                             |
| IVM 19872                   | Indianapolis, USA                  | 4                           | 7,68                        | 60 m häck                   |                             |
| VM 19873                    | Rom, Italien                       | 3                           | 13,38                       | 110 m häck                  |                             |
| OS 19884                    | Seoul, Sydkorea                    | 2                           | 13,28                       | 110 m häck                  |                             |
| IEM 1989                    | Haag, Nederländerna                | 1                           | 7,59                        | 60 m häck                   |                             |
| IVM 1989                    | Budapest, Ungern                   | 2                           | 7,45                        | 60 m häck                   |                             |
| EM 19905                    | Split, Jugoslavien                 | 1                           | 13,18                       | 110m häck                   |                             |
| VM 1991                     | Tokyo, Japan                       | - sf                        | DNS6                        | 110 m häck                  |                             |
| OS 1992                     | Barcelona, Spanien                 | 7                           | 13,46                       | 110 m häck                  |                             |
| IVM 1993                    | Toronto, Kanada                    | 2                           | 7,43                        | 60 m häck                   |                             |
| VM 1993                     | Stuttgart, Tyskland                | 1                           | 12,91                       | 110 m häck                  | VR                          |
| VM 1993                     | Stuttgart, Tyskland                | 2                           | 37,77                       | 4 x 100 m                   | ER                          |
| IEM 1994                    | Paris, Frankrike                   | 1                           | 6,49                        | 60 m                        | BR                          |
| IEM 1994                    | Paris, Frankrike                   | 1                           | 7,41                        | 60 m häck                   | MR9                         |
| GG 19947                    | Sankt Petersburg, Ryssland         | 1                           | 13,29                       | 110 m häck                  |                             |
| EM 1994                     | Helsingfors, Finland               | 1                           | 13,08                       | 110 m häck                  | MR                          |
| OS 1996                     | Atlanta, USA                       | 4                           | 13,19                       | 110 m häck                  |                             |
| IVM 1997                    | Paris, Frankrike                   | 2                           | 7,49                        | 60 m häck                   |                             |
| VM 1997                     | Aten, Grekland                     | 2                           | 13,05                       | 110 m häck                  |                             |
| GG 1998                     | Uniondale, USA                     | 4                           | 13,17                       | 110 m häck                  |                             |
| EM 1998                     | Budapest, Ungern                   | 1                           | 13,02                       | 110 m häck                  | MR                          |
| IVM 1999                    | Maebashi, Japan                    | 1                           | 7,38                        | 60 m häck                   | MR                          |
| VM 1999                     | Sevilla, Spanien                   | 1                           | 13,04                       | 110 m häck                  |                             |
| OS 2000                     | Sydney, Australien                 | 5                           | 13,28                       | 110 m häck                  |                             |
| GG 2001                     | Brisbane, Australien               | 5                           | 13,63                       | 110 m häck                  |                             |
| IEM 2002                    | Wien, Österrike                    | 1                           | 7,40                        | 60 m häck                   |                             |
| EM 2002                     | München, Tyskland                  | 1                           | 13,11                       | 110 m häck                  |                             |
| IVM 2003                    | Birmingham, Storbritannien         | 5                           | 7,61                        | 60 m häck                   |                             |
| Tävlande för Wales          |                                    |                             |                             |                             |                             |
| Samväld. 19868              | Edinburgh, Skottland               | 2                           | 13,42                       | 110 m häck                  |                             |
| Samväld. 1990               | Auckland, Nya Zeeland              | 1                           | 13,08                       | 110 m häck                  | ER/SR                       |
| Samväld. 1994               | Victoria, British Columbia, Kanada | 1                           | 13,08                       | 110 m häck                  | =MR                         |
| Samväld. 2002               | Manchester, England                | 2                           | 13,39                       | 110 m häck                  |                             |

1 IEM = Inomhuseuropamästerskap

2 IVM = Inomhusvärldsmästerskap

3 VM = Världsmästerskap

4 OS = Olympiskt spel

5 EM = Europamästerskap

6 Jackson kom tvåa i sitt försöksheat men skadade sig och startade inte i semifinalen.

7 GG = Goodwill Games

8 Samväld. = Samväldesspel

9 Jackson noterade mästerskapsrekord med tiden 7,39 i semifinalen

VR = världsrekord
ER = Europarekord
SR = Samväldesrekord
BR = Brittiskt rekord
MR = Mästerskapsrekord